# Gagelbaum
Der Gagelbaum (Myrica faya) ist eine Pflanzenart aus der Gattung Myrica innerhalb der Familie der Gagelstrauchgewächse (Myricaceae).

## Beschreibung

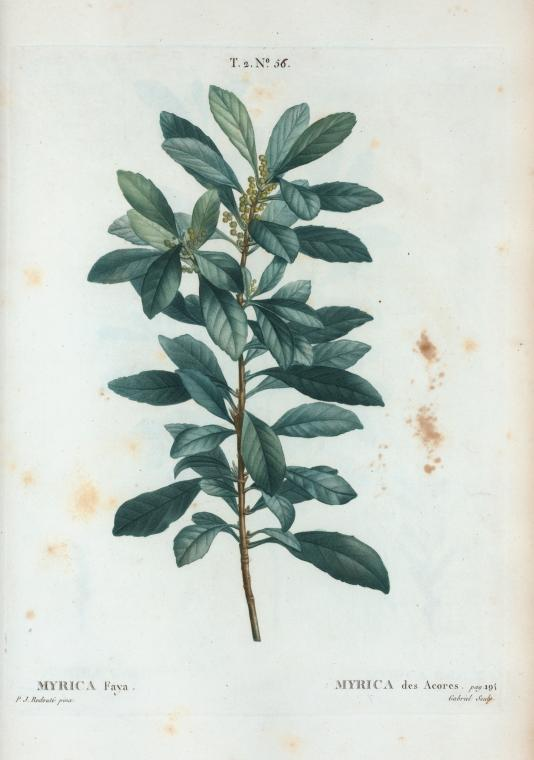
Illustration von Pierre-Joseph Redouté

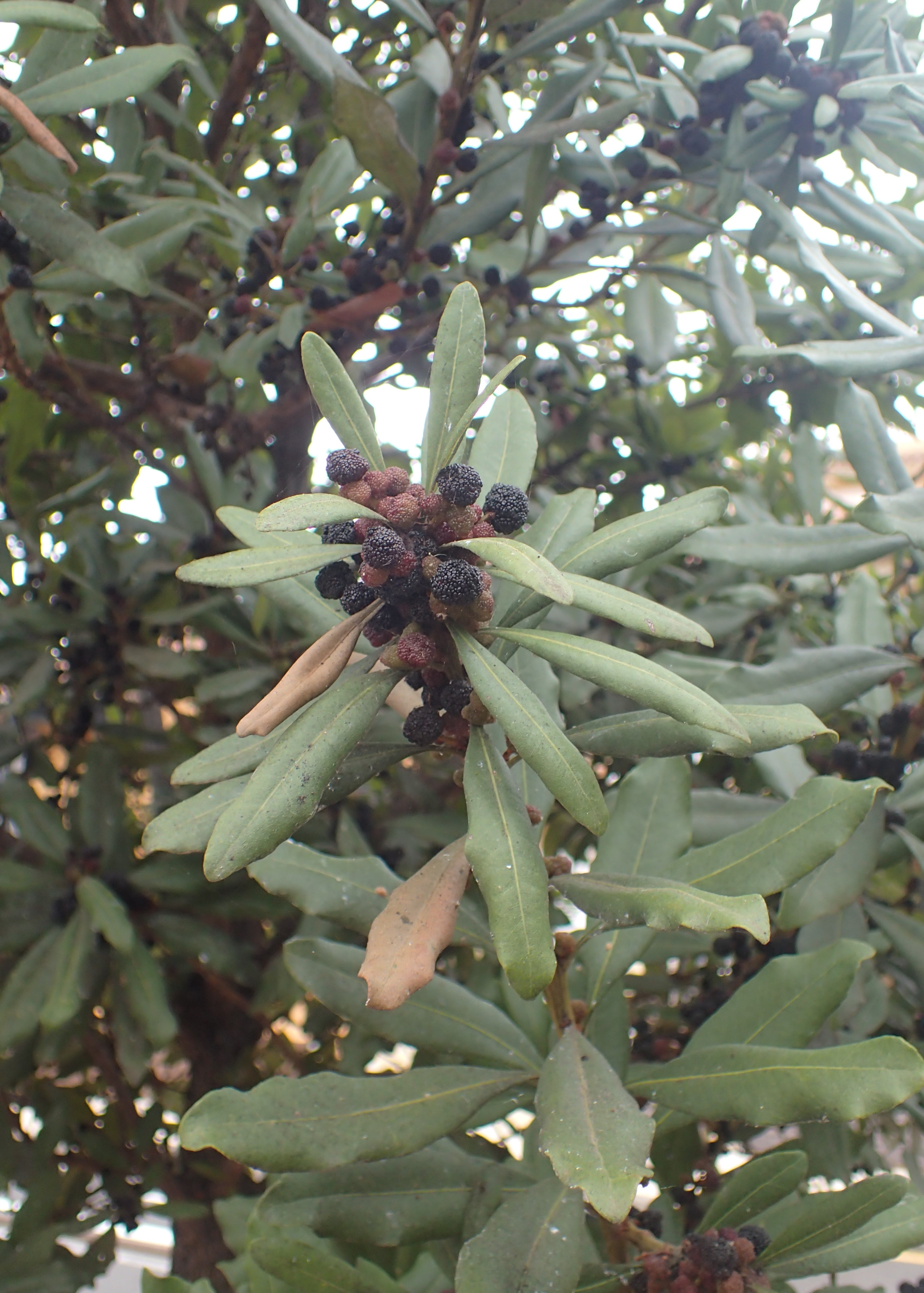
Fruchtstand und Blätter

### Vegetative Merkmale
Myrica faya wächst als immergrüner Baum oder baumförmige Strauch und erreicht Wuchshöhen von 4 bis 10, in Ausnahmefällen bis über 15 Meter. Der Stammdurchmesser erreicht über 45 Zentimeter.
Die wechselständig am Zweigende gehäuft angeordneten Laubblätter sind in Blattstiel und -spreite gegliedert. Der Blattstiel ist relativ kurz. Die ledrige, dunkelgrüne, kahle Blattspreite ist lanzettlich bis verkehrt-eilanzettlich, abgerundet bis rundspitzig und an ihrer Basis verschmälert. Die aromatischen Laubblätter sind dicht und fein durchscheinend punktiert. Der meist ganze Blattrand ist etwas umgerollt, gewellt, bisweilen unregelmäßig gekerbt-gesägt oder gezähnt. 

### Generative Merkmale
Die Blütezeit reicht von März bis Mai. Myrica faya ist meist zweihäusig getrenntgeschlechtig (diözisch), aber subdiözische Pflanzen kommen vor. Also auf weiblichen Pflanzen kommen öfters auch einige männliche Blüten vor und umgekehrt.
In der Regel werden verzweigte kätzchenartige, ährigen Blütenstände gebildet. Die kleinen, sitzenden Blüten sind ohne Blütenhülle. Sie sitzen jeweils an einem oder mehreren Tragblättern. Die weiblichen Blüten erscheinen in kleinen Gruppen. Die männlichen Blüten besitzen meist 4 auffällige, rötliche Staubbeutel. Es können bei den weiblichen Blüten Staminodien vorkommen.
Es werden rötliche bis schwärzliche, rundliche, nopplige, bis 5–7 Millimeter große und beerenartige, einsamige Steinfrüchte gebildet.

## Verbreitung
Der Gagelbaum wächst auf den Kanarischen Inseln und auf Madeira, wo er im Baumheiden-Buschwald (Fayal-Brezal) und im Lorbeerwald verbreitet ist. In Portugal ist diese Art wohl eingebürgert. Der Gagelbaum ist auf Hawaii ein Neophyt und bedroht dort die heimischen Metrosideros-Wälder.
Die Art zählt zu den 100 gefährlichsten Neobiota weltweit.

## Nutzung
Das Holz wird für die Fabrikation von Stangen und Stützgabeln für die Landwirtschaft genutzt.
Die Früchte sind essbar. Von den kanarischen Ureinwohnern wurden die getrockneten Früchte in Notzeiten gemahlen und zur Produktion des Grundnahrungsmittels Gofio verwendet, für das ansonsten vornehmlich Getreide verwendet wurde.